# 罗德里戈·德·巴斯蒂达斯
罗德里戈·德·巴斯蒂达斯（1465年—1527年），西班牙征服者和探险家，出生于西班牙安达卢西亚塞维利亚城中的特里亚纳街区。1527年7月28日在古巴的圣地亚哥-德古巴去世。其在一生中绘制了南美洲北部海岸的地图，发现了巴拿马，并建立了圣玛尔塔城。

## 个人生活
罗德里戈·德·巴斯蒂达斯原是塞维利亚市郊的特里亚纳街区一名富裕的公证人。他出生于1465年左右，他的父亲名叫罗德里戈·德拉巴斯蒂达（Rodrigo de la Bastida）。
罗德里戈·德·巴斯蒂达斯娶了伊莎贝尔·罗德里格斯·德·罗曼·塔马瑞斯（Isabel Rodríguez de Romera Tamaris）为妻。
两人育有两个孩子：
儿子：罗德里戈·德·巴斯蒂达斯·德·罗曼拉（Rodrigo de Bastidas y Rodriguez de Romera）
女儿：伊莎贝尔·德·巴斯蒂达斯·罗德里格斯·德·罗梅拉（Isabel de Bastidas y Rodríguez de Romera）。

## 探险
1493年，在克里斯托弗·哥伦布进行第二次到新大陆的航行时，德·巴斯蒂达斯请求西班牙国王允许他去新大陆探索，所需费用完全由他自己承担。作为补偿，国王要求德·巴斯蒂达斯给他四分之一的净利润。国王和王后为此发表了一份至今仍保存在西班牙国家档案馆的文章。1499年10月，他乘坐两艘船（圣安东和圣玛利亚）从加的斯出发驶向新大陆。他在这次航行中由胡安·德拉科萨和巴斯克·努涅茲·德·巴爾柏陪同。
到达南美海岸后，他从哥伦比亚的卡波·德拉维拉（Cabo de la Vela）向西航行，试图探索加勒比海地区的海岸线。他在巴拿马/哥伦比亚海岸发现了一条河的河口，他将这条河命名为马格达莱纳河，河流注入的海湾称为乌巴拉湾。在返航之前，他到达了位于巴拿马上加勒比海岸的拉蓬塔·德·曼萨尼约（La Punta de Manzanillo）。它被公认为是第一个发现巴拿马地峡的欧洲人，其中包括土著库纳人居住的圣布拉斯特地区。然而,他的船只状况不佳，船上的船蛆啃食着木制船壳，迫使他掉头返回圣多明各，以修复船只。尽管一再维修，但这些船最终还是在扎卡拉瓜（Jacaragua）沉没，大部分的土著奴隶被淹死，只有一些黄金和珍珠保存了下来。德·巴斯蒂达斯因此只能走陆路返回圣多明各，途中他用小饰品与当地泰诺人交换了食物和其他物资。抵达圣多明各时，他被总督弗朗西斯科·德·博瓦迪利亚（Fransico de Bobadilla）逮捕，并被遣送回西班牙，原因是他涉嫌未经允许与原住民进行交易。但他被西班牙王室宣判无罪，还获得了退休金。之后他和他的家人回到圣多明各，被称为“富有到有8000头牛的人”。 1504年，他去了铁拉菲尔梅省，在伊斯帕尼奥拉岛掠夺了600名奴隶。

### 建立圣玛尔塔
1520年，德·巴斯蒂达斯被任命为特立尼达总督，但这遭到了迪亞哥·哥倫布的反对，德·巴斯蒂达斯因此放弃了总督的职位。在这之后他被允许开发卡波·德·拉维拉到马格达莱纳河之间的地区。但对于此地区的真正开发则要等到几年后。 1524年，他在胡安·德·德斯（Juan de Céspedes）的陪同下回到了美洲，并在哥伦比亚的加勒比海岸建立了圣玛尔塔城。他之所以把这个城市命名为圣玛尔塔，是因为它是在圣玛莎节（7月29日）建立的。
在对哥伦比亚的Bonda和Bondigua两地区的探索中，他获得了大量的黄金。德·巴斯蒂达斯对他的部队下过一道命令，禁止野蛮地奴役土著居民或抢夺他们的财富。他的部队中很多人和他探险的原因是为了寻找财富，他们要求德·巴斯蒂达斯与他们共享黄金。他拒绝共享黄金，说他需要这些黄金来支付殖民地的各项费用。

## 死亡

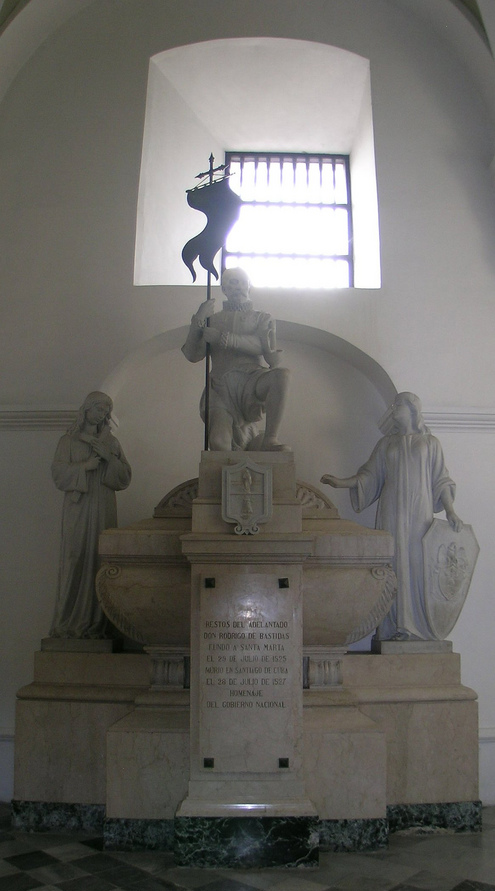
圣玛尔塔大教堂中的罗德里戈·德·巴斯蒂达斯纪念碑

德·巴斯蒂达斯拒绝与他的部下共享他所获得的黄金，这使他的一些部下大为光火，其中包括他的副手维拉弗尔蒂（Villafuerte），他与五十多个人密谋，企图谋杀德·巴斯蒂达斯。一天晚上，德·巴斯蒂达斯安然入睡，但在之后他被袭击，身中五刀。他大声求援，他的其他部下及时向他伸出了援助之手。尽管伤势严重，但他并没有立即死亡。
由于圣玛尔塔缺乏足够的医疗设施，巴斯蒂达斯试图航行到圣多明各接受治疗，但恶劣的天气使他不得不在古巴停留，在那里，他死于伤病。后来，他的独子，大主教罗德里戈·德·巴斯蒂达斯·罗德里格斯·德·罗梅拉（Rodrigo de Bastidas y Rodriguez de Romera）将他的遗体搬到了圣多明各，他与他的妻子、儿子一同埋葬在了美洲最古老的教堂圣玛利亚大教堂。